# Большой Удряк
Большой Удряк (баш. Оло Өйҙөрәк) — река в России, протекает по Башкортостану, Чишминский и Благоварский район. Устье реки находится в 126 км по левому берегу реки Дёма. Длина реки составляет 53 км, площадь водосборного бассейна 902 км².
Возле истока — два пруда. Затем течёт к д. Удрякбаш, название которой переводится как «устье Удряка».

## Притоки
- 11 км: Малый Удряк
- 25 км: Средний Удряк
- 39 км: Курай

## Данные водного реестра
По данным государственного водного реестра России относится к Камскому бассейновому округу, водохозяйственный участок реки — Дёма от истока до водомерного поста у деревни Бочкарёва, речной подбассейн реки — Белая. Речной бассейн реки — Кама.
Код объекта в государственном водном реестре — 10010201312111100024885.

## Топографические карты
- Лист карты N-40-50 Буздяк. Масштаб: 1 : 100 000. Состояние местности на 1983 год. Издание 1987 г.